# Liste der Bürgermeister von Geldrop-Mierlo
Dies ist die Liste der Bürgermeister der Gemeinde Geldrop-Mierlo in der niederländischen Provinz Nordbrabant seit ihrer Gründung am 1. Januar 2004.
| Bürgermeister | Bürgermeister           | Partei | Partei     | Amtszeit  | Anmerkungen   |
| ------------- | ----------------------- | ------ | ---------- | --------- | ------------- |
|               | Peter Mangelmans        |        | VVD        | 2004      | kommissarisch |
|               | Rianne Donders-de Leest |        | CDA        | 2004–2015 | [ 2 ]         |
|               | René van Diessen        |        | VVD        | 2015      | kommissarisch |
|               | Berry Link              |        | CDA        | 2015–2019 | [ 4 ] [ 5 ]   |
|               | Désirée Schmalschläger  |        | GroenLinks | 2019      | kommissarisch |
|               | Jos van Bree            |        | VVD        | 2019–     | [ 7 ]         |